# Smerinthus obsoleta
Smerinthus obsoleta är en fjärilsart som beskrevs av Otto Staudinger 1901. Smerinthus obsoleta ingår i släktet Smerinthus och familjen svärmare. Inga underarter finns listade i Catalogue of Life.